# Sofja Wassiljewna Woroschilowa-Romanskaja
Sofja Wassiljewna Woroschilowa-Romanskaja (russisch Со́фья Васи́льевна Вороши́лова-Рома́нская; * 3.jul. / 15. August 1886greg. Sankt Petersburg; † 26. November 1969) war die erste russisch-sowjetische Frau mit einer Festanstellung als beobachtende Astronomin in Russland.

## Leben
1903 absolvierte sie die 1878 von Konstantin Nikolajewitsch Bestuschew-Rjumin gegründeten Bestuschew-Kurse für Frauen. Ab 1908 arbeitete sie am Pulkowo-Observatorium. Sie nahm an einer Expedition nach Schweden zur Beobachtung der Sonnenfinsternis vom 29. Juni 1927 teil.
Woroschilowa-Romanskaja studierte die Polbewegung und machte Präzisionsmessungen des Breitengrades am Zenitteleskop ZTF-135 des Pulkowo-Observatoriums.
Sie nahm an Beobachtungsreihen in den Jahren 1918 bis 1928 und 1955 bis 1962 teil und machte über 23000 hochpräzise Breitengradbestimmungen.
Der am 25. Juli 1936 von Grigori Nikolajewitsch Neuimin entdeckte Asteroid (3761) Romanskaya wurde 1995 nach ihr benannt, ebenso der Venuskrater Romanskaya.